# Marc Isambard Brunel

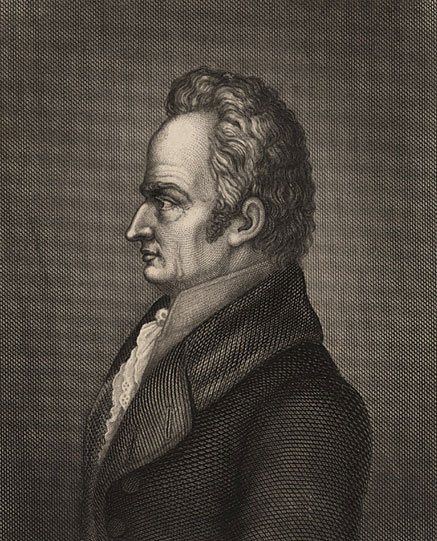
Marc Isambard Brunel

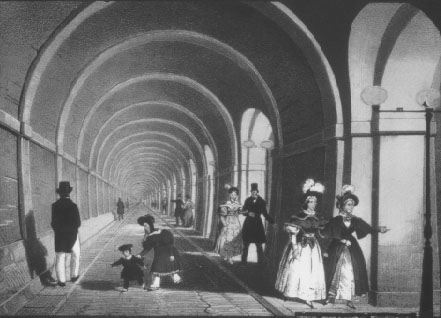
De Thames tunnel in de 19e eeuw

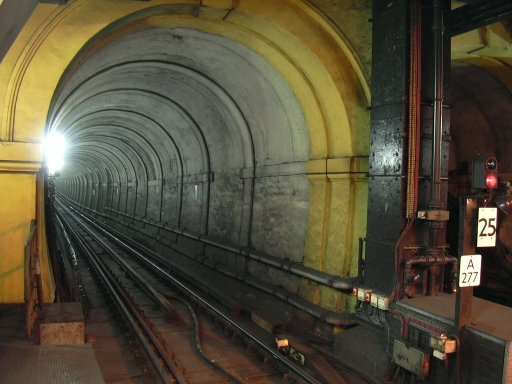
De Thames tunnel in 2005, 180 jaar na aanvang van de bouw nog steeds in gebruik

Marc Isambard Brunel (Hacqueville, 25 april 1769 - Londen, 12 december 1849) was een Frans-Brits ingenieur. Hoewel de naam Isambard zijn voorkeur had, is hij de geschiedenis ingegaan als Marc Brunel, om verwarring met zijn zoon Isambard Kingdom Brunel te voorkomen.

## Levensloop
Hij werd geboren in Frankrijk, als zoon van een Normandische boer. Zijn ouders wilden dat hij priester werd, maar hij was praktisch aangelegd en werd cadet bij de marine. In 1793, na de Franse Revolutie, vertrok hij naar de Verenigde Staten en werd hoofdingenieur (Chief Engineer) van New York. In 1799 verhuisde hij naar Groot-Brittannië waar hij betere carrièrekansen zag op het gebied van machines voor massaproductie. Daarnaast was dit het land waar zijn toekomstige vrouw, Sophia Kingdom, die hij in Frankrijk had leren kennen, vandaan kwam.
In 1806 werd zijn zoon Isambard in Portsmouth geboren. In 1841 kreeg Brunel een beroerte, enige tijd voor de opening van zijn Thames Tunnel. In 1845 kreeg hij een tweede beroerte waarna hij tot zijn dood in 1849, weinig werk kon doen.
Brunel ontving de Legioen van Eer, een hoge Franse onderscheiding, in 1829 en werd geridderd in 1841

### Carrière
Zijn eerste succes had hij met een productiemethode voor katrollen voor de marine in Portsmouth. Hij was een gerespecteerd werktuigbouwkundig ingenieur, die zich vooral heeft ingezet voor de ontwikkeling van machines voor zagerijen en de houtindustrie. Hij heeft ook zelf een houtzagerij gebouwd in Battersea in Londen, deze brandde echter af in 1814. Ook ontwierp hij zagerijen voor andere ondernemers.
Hij ontwikkelde ook machines voor de productie van legerlaarzen, maar door het einde van de napoleontische oorlogen viel de vraag plotseling weg en ging hij failliet. Hierdoor en door zijn wat gebrekkige zakelijke talenten heeft hij in 1821 enige tijd in de gevangenis van Southwark moeten doorbrengen.
Brunel en Thomas Cochrane patenteerden het tunnelschild, een revolutie in tunnelbouw techniek, in januari 1818. In 1820 ontwierp hij bruggen, onder meer voor Rouen en Sint Petersburg en het eiland Bourbon. In 1823 ontwierp hij enkele draaibruggen en in 1826 drijvende aanlegsteigers.

#### Thames Tunnel
Zijn grootste prestatie is de bouw van een tunnel met een lengte van 396 meter onder de Theems tussen Rotherhithe en Wapping in Londen, de Thames Tunnel. Dit is de eerste tunnel ter wereld onder een bevaarbare rivier en in zachte verzadigde klei. Door eerdere mislukte experimenten werd dit voor onmogelijk gehouden. De tunnel werd in eerste instantie gebouwd voor gebruik door paard en wagen. De bouw begon in 1825 door de in 1824 opgerichte Thames Tunnel Company. In 1826 nam Marcs zoon Isambard, op 20-jarige leeftijd, de dagelijkse leiding over het project nadat de hoofdingenieur ziek werd. In 1827 brak het water door het tunneldak heen en vulde de gebouwde tunnel. In 1828 gebeurde dit voor een tweede keer waarna het project 7 jaar lang stil kwam te liggen waarna er met financiële hulp van de regering verder gebouwd werd. Door het faillissement van het bedrijf konden de toeritten niet meer gebouwd worden en is het in 1841 slechts een voetgangerstunnel geworden met de aanleg van trappenhuizen in de schachten aan beide uiteinden van de tunnel. In 1865 werd deze tunnel in gebruik genomen door de East London Line van metro van Londen. De tunnel is ruim 180 jaar na de start van de bouw nog steeds in gebruik, al is hij wel gerenoveerd in 1998.

## Naslagwerk
- (en)  Bagust, Harold The Greater Genius? A Biography of Marc Isambard Brunel, 2006 ISBN 0-7110-3175-4